# Epinephelus posteli
Epinephelus posteli, thường được gọi là Striped-fin grouper, là một loài cá biển thuộc chi Epinephelus trong họ Cá mú. Loài này được mô tả lần đầu tiên vào năm 1964.

## Phân bố và môi trường sống
E. posteli có phạm vi phân bố nhỏ hẹp ở Tây Nam Ấn Độ Dương. Loài này được tìm thấy từ Nam Mozambique trải dài xuống KwaZulu-Natal, Nam Phi, và khắp đảo Madagascar. Chúng sống ở khu vực nước lợ gần cửa sông, rừng ngập mặn và hạ lưu các dòng nước ngọt, xung quanh các rạn san hô ở độ sâu khoảng từ 20 đến 50 m; cá con sống ở vùng nước nông hơn.

## Mô tả
E. posteli trưởng thành có chiều dài cơ thể lớn nhất được ghi nhận là 106 cm và có tổng trọng lượng là 14,2 kg. Thân thuôn dài, hình bầu dục. Cơ thể cá trưởng thành có màu nâu sẫm với rất nhiều đốm màu đỏ sẫm hoặc nâu đỏ phủ khắp đầu và thân, và trên cả các vây. Các vây thường sẫm màu hơn. Đuôi bo tròn. Hai răng nanh ngắn chìa ra ở phía trước của cả hai hàm (răng nanh hàm dưới ngắn hơn).
Số gai ở vây lưng: 11; Số tia vây mềm ở vây lưng: 15 - 16; Số gai ở vây hậu môn: 3; Số tia vây mềm ở vây hậu môn: 9; Số gai ở vây bụng: 1; Số tia vây mềm ở vây bụng: 5.
Thức ăn của E. posteli là các loài cá nhỏ hơn, động vật thân mềm và động vật giáp xác. Chúng ít được đánh bắt trong nghề cá, và cũng không phải là mục tiêu quan trọng.